# تارة بيثان
تارة بيثان (بالإنجليزية: Tara Bethan)‏ هي مغنية وممثلة بريطانية، ولدت في 8 ديسمبر 1984 في Llansannan ‏ في المملكة المتحدة.

## وصلات خارجية
- تارة بيثان على موقع IMDb (الإنجليزية)
- تارة بيثان على موقع ميوزك برينز (الإنجليزية)